# Işılay Saygın
Işılay Saygın (ur. 4 kwietnia 1947 w Bucy, zm. 26 lipca 2019 w Izmirze) – turecka architekt i polityk.
Ukończyła studia na wydziale architektury na Ege Üniversitesi w Izmirze. W latach 1973–1980 była burmistrzem Bucy, po zamachu stanu zrezygnowała ze stanowiska, po czym przez dwa lata pracowała jako architekt. W latach 1983, 1987, 1991, 1995 i 1999 była wybierana do Wielkiego Zgromadzenia Narodowego Turcji z okręgu Izmir. Od 23 lutego do 6 marca 1996 pełniła funkcję ministra środowiska, a od 6 marca do 28 czerwca 1996 była ministrem turystyki. Oba te stanowiska zajmowała jako pierwsza kobieta w Turcji. Ponadto w czterech rządach pełniła funkcję ministra stanu ds. kobiet i rodziny. W 1998 roku opowiedziała się za praktyką testowania dziewictwa, co wywołało kontrowersje w kraju. Z polityki wycofała się w 2003 roku. W 2016 roku powstała jej biografia, Işılay Saygın – Hizmete Adanmış Bir Ömür, autorstwa Zeynel Kazanoğlu.